# Велика сеница
Велика сеница (лат. Parus major) врста је птице певачице из породице сеница (Paridae). Ова врста је честа и бројна широм Европе и Азије у свим врстама шума. Већина примерака се не сели у правом смислу речи, али многе сенице се окупљају у јата и скитају по околини. Неке током зиме чак одлазе и северније од места на коме су се гнездиле, нарочито ако је гнежђење било на балканским планинама — онда одлазе у Панонску низију.

## Опис
Ова врста се лако препознаје. Крупнија је од других сеница (дужина тела 14 cm), и има широку црну линију (код мужјака дебљу него код женке) као кравату дуж жутих груди. Глава и врат су црни, са белим образима, а горња страна тела је маслинасто зелена. Код младунаца су црни делови обојени смеђе, и по томе се могу разликовати полетарци од одраслих.

### Подврсте
Постоји много подврста ове врсте, али све спадају у три групе. Птице у Европи и северозападној Азији су зелене одозго и жуте одоздо. Сенице у Кини, Јапану и североисточној Русији су зелене одозго и беле одоздо, а оне у Индији и југоисточној Азији су сиве одозго и беличасте одоздо.

## Оглашавање
Сенице стално цвркућу, а најпознатији звуци који испуштају је тросложно „цици-ди” или „цици-ћу” и поновљено двосложно „преци-преци” или „птице-птице”. Птице из јужне Азије се не одазивају на ове гласове, па је могуће да су то у ствари две посебне врсте.

## Гнежђење
Велика сеница користи сваку расположиву шупљину да у њој направи гнездо, било да је у дупљи дрвета или у згради или шупљој цеви (гнежђење је забележено у сломљеним бандерама, деловима пољопривредне механизације итд). Када се поставе кућице за птице, највероватније ће се у њих уселити баш ова врста.
Сенице носе много јаја; легла са 7-9 младунаца су сасвим честа, али многи младунци страдају убрзо после излетања из гнезда, па се популација увек одржава на скоро истом нивоу. Птица на гнезду сикће као змија, како би преплашила нападаче који не могу да је виде у мраку дупље.

## Исхрана
У природи, сенице се хране инсектима, које сакупљају са лишћа и гранчица, али и испод коре дрвећа. Често једу и разне врсте семења. Редовно посећују хранилице за птице, где једу кикирики, семе сунцокрета, сланину итд.

## Рефернце
1. ↑  BirdLife International (2016). „Parus major”. IUCN Red List of Threatened Species. Version 2019.2. International Union for Conservation of Nature. Приступљено 25. 8. 2019.